# Tim Goss
Tim Goss (ur. 28 lutego 1963) – brytyjski inżynier, dyrektor techniczny McLarena w Formule 1.

## Życiorys
Tim Goss ukończył studia podyplomowe na Imperial College London. W 1986 rozpoczął pracę w firmie Cosworth. W 1990 roku przeniósł się do McLarena, gdzie na stanowisku inżyniera był odpowiedzialny za projekt instalacji silnika. Pracował na wielu stanowiskach m.in. był asystentem inżyniera wyścigowego Miki Häkkinena, szefem inżynierii zespołu testowego, szefem dynamiki pojazdu i był odpowiedzialny za rozwój układu napędowego. W 2005 roku został głównym inżynierem w McLarenie, gdzie wraz z Patem Fry’em był odpowiedzialny za kierunek rozwoju bolidów zespołu. W 2006 roku prowadził zespół projektancki, odpowiedzialny za projekt bolidu. W styczniu 2011 roku został dyrektorem inżynierii. W lipcu 2013 roku awansował na stanowisko dyrektora technicznego zespołu.